# Braunkohlenschacht am Sonnenberg
Der Braunkohlenschacht am Sonnenberg war ein Untersuchungsbergwerk auf Braunkohlevorkommen auf dem heutigen Gemeindegebiet von Parchim im Landkreis Ludwigslust-Parchim. Der „Braunkohlenschacht am Sonnenberg“ befindet sich im Naturschutzgebiet Sonnenberg, drei Kilometer südwestlich von Parchim, unmittelbar nördlich des Ortes Kiekindemark. Der namensgebende Sonnenberg befindet sich 500 Meter östlich. Die Unterschutzstellung erfolgte am 1. Mai 1957 mit dem Zweck, einen Waldkomplex auf einem Altmoränenstandort zu schützen und zu entwickeln.

## Geschichtliches
Seit dem Jahre 1734 waren die Domanialämter Eldena, Plau, Wredenhagen und Marnitz an Preußen verpfändet gewesen. Erst 1787 kamen diese Amtsbereiche wieder unter die Hoheit des mecklenburgischen Herzogs. Da in anderen deutschen Landen zu dieser Zeit bereits rege bergbauliche Tätigkeit (auch auf Braunkohle) herrschte, war der Landesfürst sehr interessiert, zu erfahren, wo und welche Bodenschätze in seinen Ländereien lagerten. Die Anregung zu entsprechenden Such- und Erkundungsarbeiten in Mecklenburg ging vom Braunschweigischen Bergrat Abich aus, der 1816 zur Kur in Bad Doberan weilte. Herzog Friedrich Franz I. ließ ihm die Untersuchungsergebnisse des hiesigen Geologen Carl Zintgraff – betreffend dessen Untersuchungen aus den Jahren 1790 / 91 im Raum Bockup / Malliß Landkreis Ludwigslust-Parchim – zukommen. Nach Sichtung dieser Unterlagen empfahl Abich, besagtes Gebiet mittels Bohrungen zu untersuchen.
Zu diesen Arbeiten schickte er im Jahre 1817 aus der Belegschaft der Rudolphsgrube den Steiger Mengebier und die Bergleute Goedecke und Müller samt Gerätschaft in den Raum Bockup. Auch er kam des Öfteren zur Inspektion und Anleitung.
Mengebiers Sohn Friedrich August Albert, geboren 1810 in Conow bei Malliß übernahm ab 1840 als Bauconducteur die weitere Erkundung der Braunkohlenflöze am Sonnenberg und Umgebung.

## Geologie
Dass im „Viting“  Bodenschätze ruhen, glaubte als Erster der Ludwigsluster Arzt Gustav Brückner. Unter anderem in einer 1825 erschienenen Veröffentlichung vertrat er die Ansicht, dass der „Vieting“ ein Kalkberg sei.
Es könne dort auch Gips oder Kalk anzutreffen sein. Mit dieser Auffassung könne man das gelegentliche  Auftreten von nebelähnlichem Dunst erklären.
Immerhin wurde bis Ende Oktober 1841 eine große Menge Braunkohle gefördert.
Drei große Scheffel gesiebter Braunkohle kosteten 10 Schilling, die Tonne Grus sechs Schilling.  Letzteres galt als gutes Düngemittel.

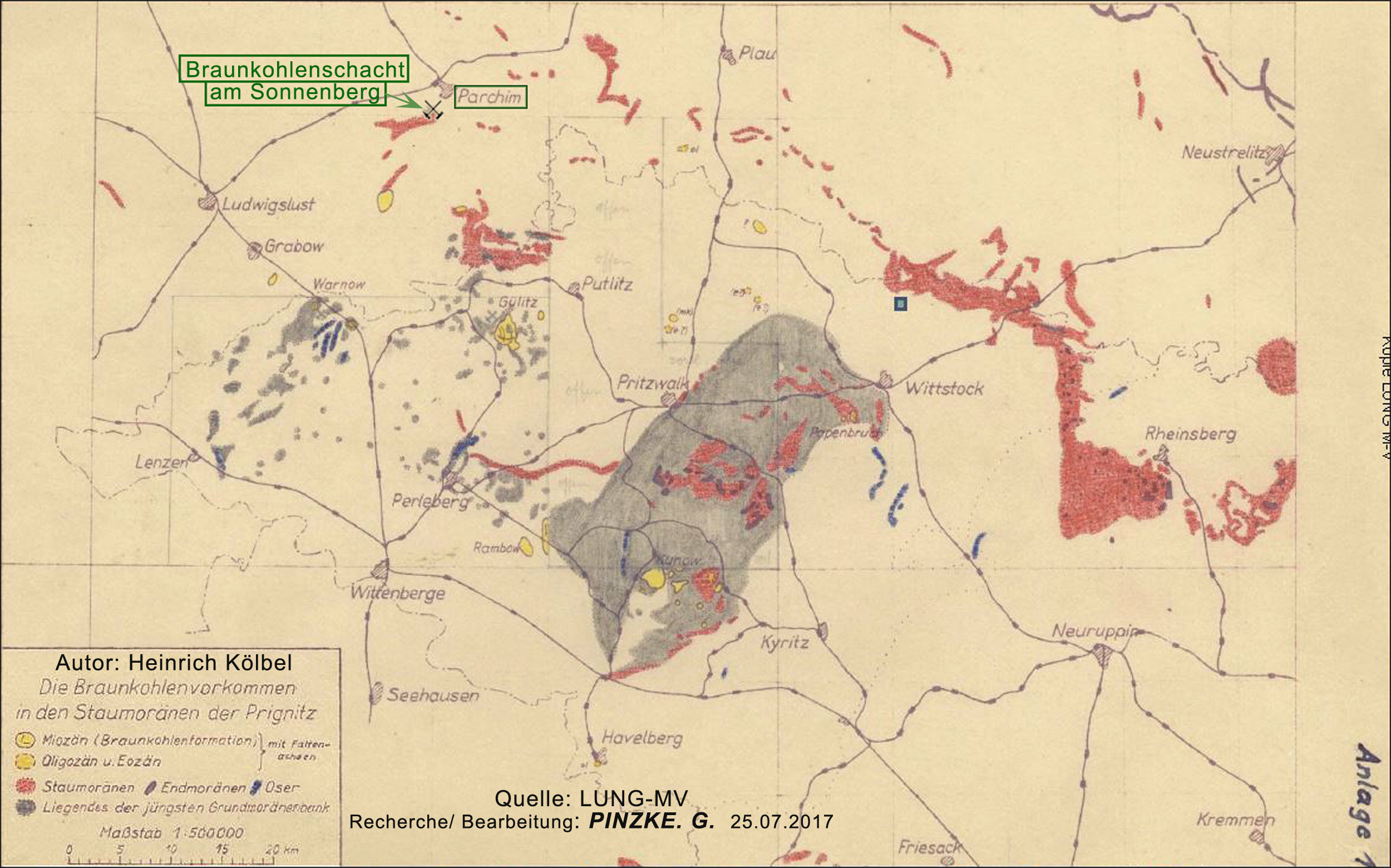
Die Braunkohlenvorkommen der Prignitz bis an ihre nördliche Begrenzung.

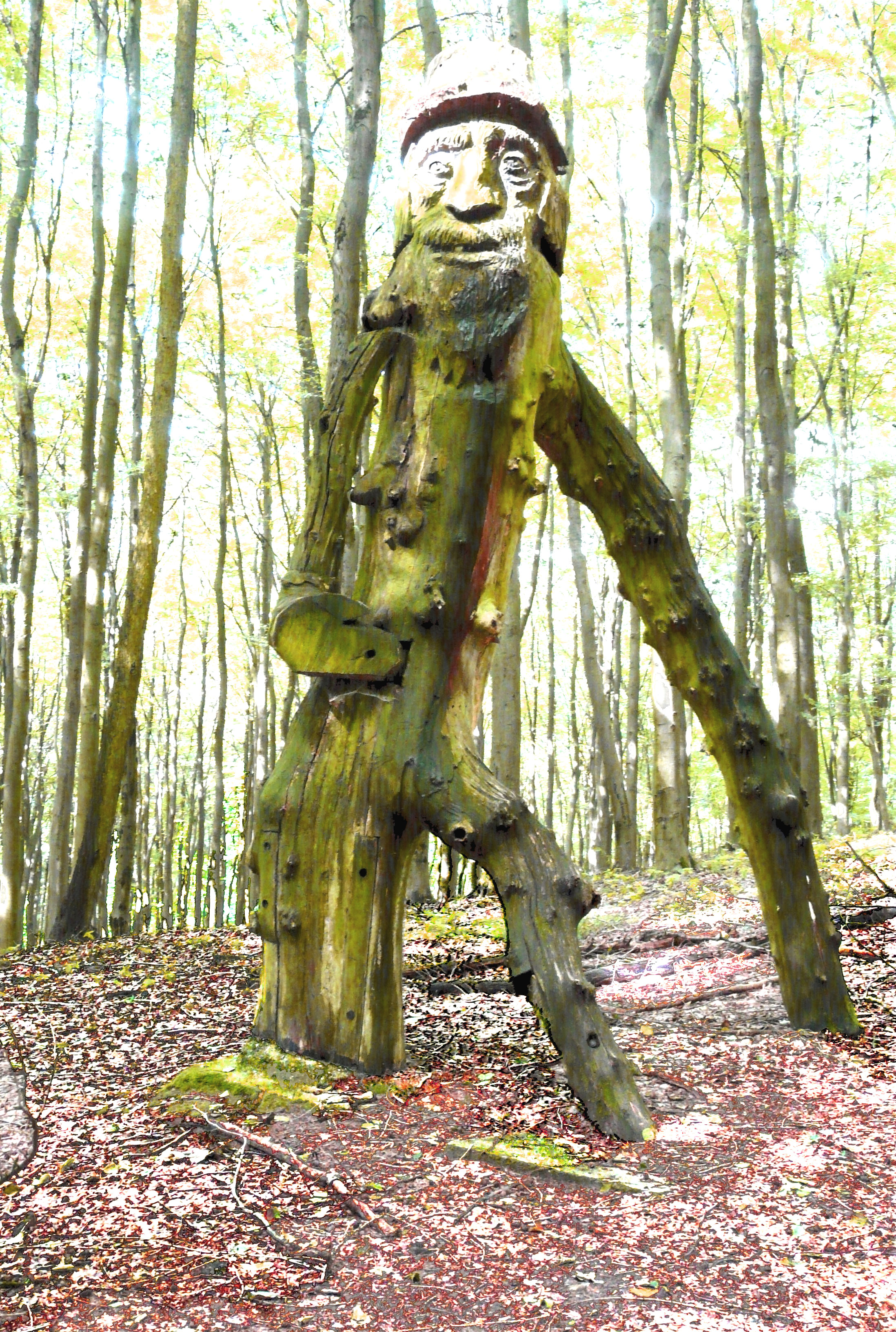
Hölzerne, manuell aus mehreren Stämmen geformte Statur des Räubers und Mörders
Räuber Vieting

Der Sonnenberg ist eine imposante Erhebung des Tertiärs. In dem bis zu 108 m ansteigenden Vitingsberg, einem Hügel der als „Sonnenberg“ bezeichneten Kette von Erhebungen, wurde im Jahre 1840 eine Reihe von Bohrungen auf Braunkohle angestellt. Diese wurden auch fündig; jedoch konnte mangels genauer Lage- / Teufenmessungen keine exakte Zuordnung vorgenommen werden.
Im Schacht liegen die Flöze im Höhenniveau der Elde; in Kiekindemark nahe der Erdoberfläche.
Wie verworren die Schilderungen der geologischen Verhältnisse am Sonnenberg sind, soll Folgendes deutlich machen (und dies nach nur vier Jahren seit Stilllegung des Braunkohlenschachtes):

„Bei Parchim wurden im Jahr 1840 Braunkohlen entdeckt. Ihre Lagerung ist folgende: 1′ Dammerde. 10′6″ Grober Sand und Steine. 30′ Sandige Alaunerde. 21′ Sehr fette Alaunerde. 8′ Braunkohlen. 1′ Brauner Treibsand. (Gesamt: 71′6″).

Eine Gesellschaft hatte von der Stadt das Recht der Ausbeute dieses Kohlenlagers erhalten, auch einen Schacht abteufen und eine kleine Strecke in das Kohlenflöz treiben lassen; leider hat sich aber ausgewiesen, daß an der Stelle des Schachtes die Kohlen 14′ unter Wasser liegen und die Grube ist daher einstweilen verlassen worden. Die dort gewonnenen Kohlen sollen, wie in der Champagne und Thiérarche, als Düngungsmittel benutzt worden sein, was sich leicht erklärt, wenn man einen Blick auf das sandige Stadtfeld und den herrlichen Buchenbestand des Sonnenberges wirft. Sollte es aber nicht lohnend sein, die Kohlen auf der Elde holzärmeren Gegenden zuzuführen?“

### Bohrergebnisse

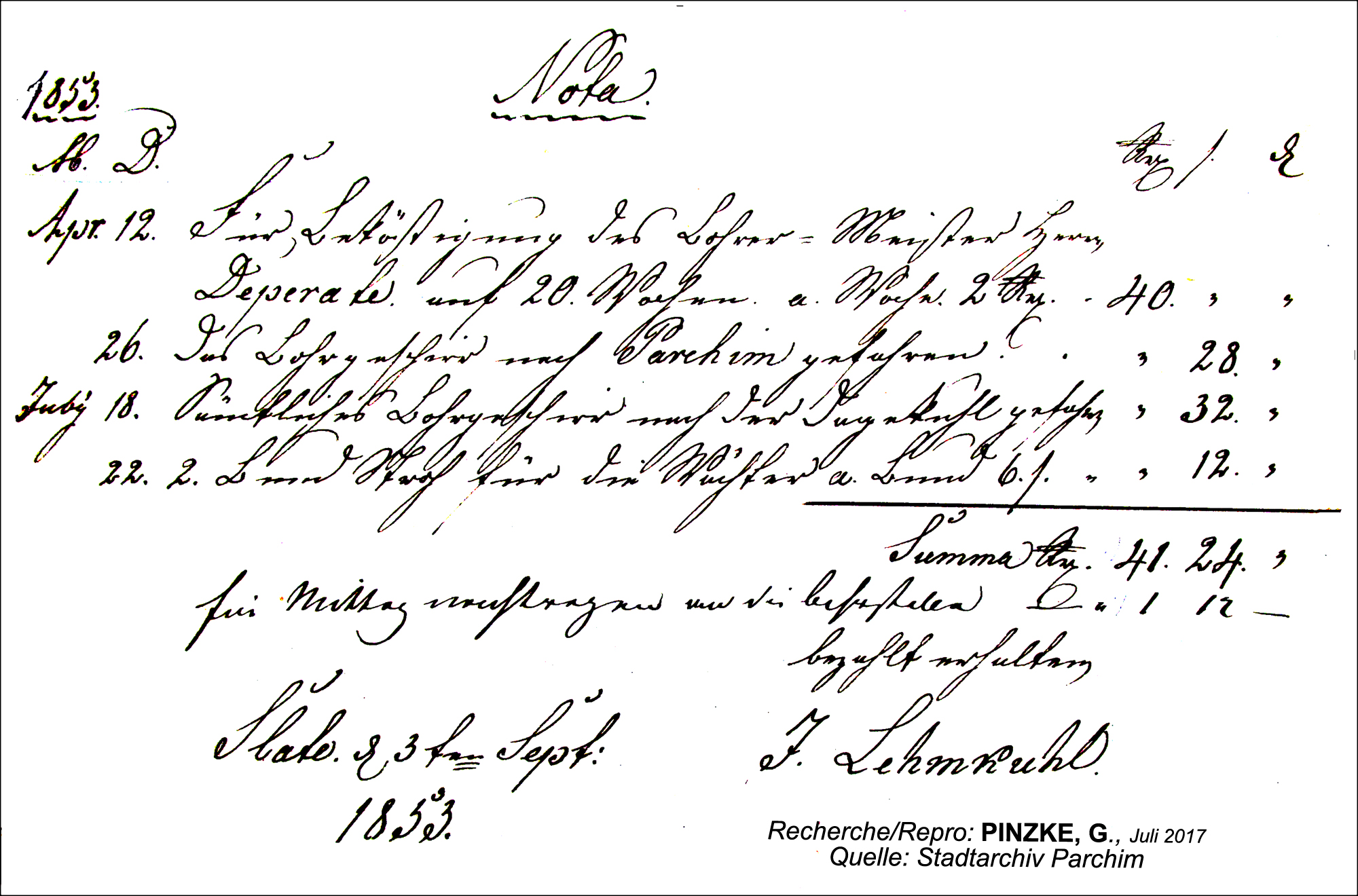
Nachweis der Kostenerstattung für Bohr-Meister Herrn Deperade (Zeitraum 12. April–22. Juli 1853).

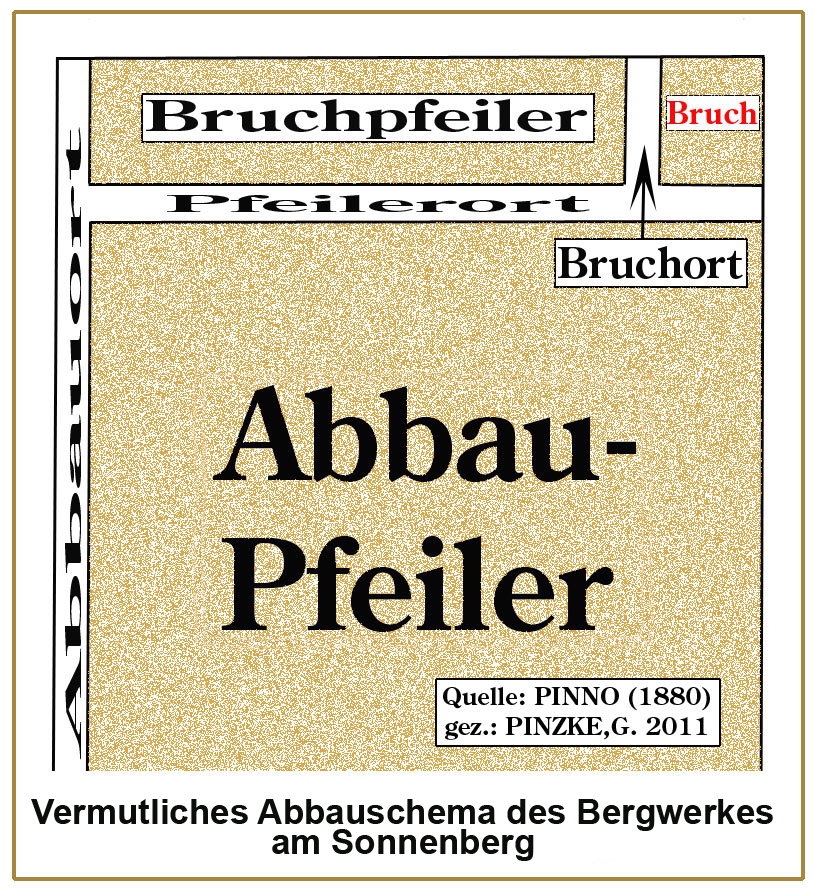
Vermutliches Abbauschema des Bergwerks am Sonnenberg.

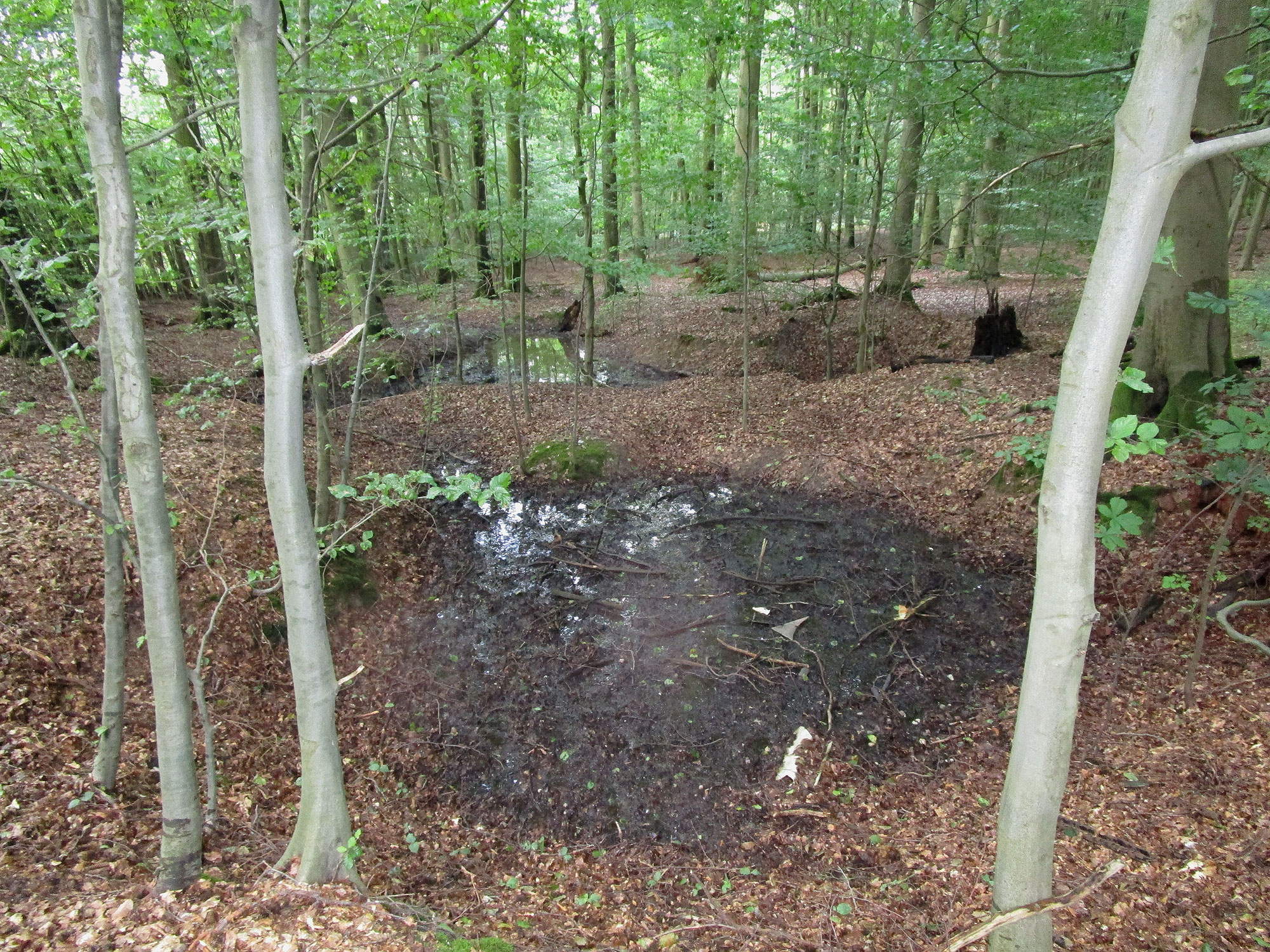
Lage einer Walkerdegrube am Sonnenberg.

Nachstehende Bohrergebnisse sind die aussagekräftigsten von insgesamt 28 dokumentierten Schichtenaufnahmen.
Bericht über die im Jahre 1853 fortgesetzten Bohrversuche im Sonnenberg.
Die bislang agierende Aktiengesellschaft war wegen der Misserfolge (kaum verwertbare Braunkohle, ein inzwischen aufgebrauchtes Stammkapital) nicht willens weiterzuarbeiten; sie löste sich auf.
Es bildete sich eine neue Aktiengesellschaft. Mit deren Beschluss vom 7. März 1853 wurden die Bohrversuche im April wieder aufgenommen. Diese begannen in gewisser Systematik zunächst am südlichen Abhang des Fliederberges. Das erste Bohrloch erreichte infolge von Steinhindernissen lediglich 40,449 m (≙ 139′). Viele Hindernisse führten zum Verlust von insgesamt 40 Verrohrungen. Ein weiteres Bohrloch wurde unweit der Walkerdegrube bei Teufe 44,523 m eingestellt.
Ein Bohrloch wurde zwischen der „Dagekuhle“ und dem alten Schacht auf dem Grundstück des Herrn B. Hoffmann angesetzt und erreichte eine Teufe von 43,068 m. Bohrloch 12 wurde, um das Braunkohlenlager des alten Schachtes zu untersuchen, 18 Lachter (≙ 32,4 m) östlich desselben, angesetzt. Die drei Braunkohlenflöze haben sich wieder nachweisen können. Das Ergebnis dieser insgesamt acht Bohrlöcher war nicht erfreulich. Nur in Schachtnähe wurden die Flöze wiedergefunden, jedoch nur in mäßiger und unreiner Qualität. Man bat zunächst:

„…um die Erlaubniß, durch einen von dem königl. preußischen Oberbergamte zu Halle zu gewinnenden erfahrenen Bergmann auf ihre Kosten neue Bohrversuche im Sonnenberge anstellen lassen zu dürfen. Die nachgesuchte Erlaubniß ward sofort bereitwilligst ertheilt, der qualificierte Bergmann ward aus Halle gewonnen und die neuen Bohrversuche nahmen sofort ihren Anfang und wurden den ganzen Sommer hindurch fortgesetzt.
Im Jahre 1853 und 1854 wurden diese Versuche durch einen unglücklichen Zwischenfall unterbrochen. Der gewonnene Bergmann hatte aus Unvorsichtigkeit Jemanden erschossen und gerieht deshalb in Criminaluntersuchung. Man wollte sich nicht gern mit einer neuen Persönlichkeit einlassen, wartete daher das Ende der Untersuchung ab und somit konnten erst mit Anfang des Jahres 1855 die Bohrversuche von Neuem wieder aufgenommen werden und sollten spätestens Michaelis vorigen Jahres beendigt sein. Inzwischen ist von der Gesellschaft bei der hiesigen Behörde das feierliche Versprechen abgelegt worden, daß sie spätestens zu Johannis 1856 ihre bestimmte Erklärung abgeben wolle, entweder nach einem bereits zu Grunde gelegten Contracte die Anlegung des Bergwerkes selber sofort in Angriff zu nehmen oder aber ihren contractlich zugesicherten Ansprüchen gänzlich zu entsagen. Sobald diese neuen Bohrversuche vollendet sein werden, soll dem geneigten Leser eine umständliche Darlegung der Erfolge derselben vorgelegt werden.“

| Nr. des Bohrloches | Ort und Lage des Terrains                                                                | Durchbohrte Gebirgslagen | Stärke derselben                                                       | Tiefe der Bohrlöcher | Bemerkungen |
| ------------------ | ---------------------------------------------------------------------------------------- | --- | ---------------------------------------------------------------------- | -------------------- | --- |
| Nr. 3              | Westlich vom Brunnen im Thale bei der Eichenschonung.                                    | 1. Sandiger Lehm. 2. Sandiger Ton. 3. Braunkohle. 4. Schwarzgrauer Sand und Wasser. | 4 Fuß. 2 Fuß 6 Zoll. 1 Fuß 6 Zoll. 5 Fuß.                              | 13 Fuß.              | Wegen Triebsand nicht weiter fortgesetzt. |
| Nr. 7              | Am nördlichen Fuße des Vitingsberges, nördlich von Nr. 5.                                | 1. Dammerde. 2. Grober Sand und Steine. 3. Sandige Alaunerde. 4. Sehr fette Alaunerde. 5. Braunkohle. 6. Brauner Triebsand. | 1 Fuß. 10 Fuß 6 Zoll. 30 Fuß. 21 Fuß. 8 Fuß. 1 Fuß.                    | 71 Fuß 6 Zoll.       | Bis 10 Fuß Tiefe wurde aufgegraben, um die Winde (Mechanik) anbringen zu können. Die hier gefundene Kohle zeichnete sich besonders durch ihre Güte und Mächtigkeit aus. |
| Nr. 24             | In Kiekindemark.                                                                         | 1. Dammerde. 2. Lehm. 3. Schieferartiges Gebirge. 4. Alaunerde. 5. Feiner weißer Sand, mit Tonstreifen vermischt. 6. Braunkohle. 7. Brauner und weißer Sand. 8. Weißer Sand, mit Tonstreifen u. Braunkohlenteilchen vermischt. | 2 Fuß 6 Zoll. 2 Fuß 6 Zoll. 5 Fuß. 10 Fuß. 1 Fuß. 7 Fuß. 9 Fuß 6 Zoll. | 42 Fuß 6 Zoll.       | keine |
| Nr. 25             | An der Parchimer Feldgrenze in der Linie zwischen Nr. 3 und 7, nordwestlich vom Brunnen. | 1. Gelber Sand. 2. Alaunerde. 3. Braunkohle | 5 Fuß. 35 Fuß. 3 Fuß 3 Zoll.                                           | 43 Fuß 3 Zoll.       | Die Mächtigkeit der Braunkohle von 3 F[uß] 3 Z[oll] zeigt hier, dass das Lager in der Richtung vom Brunnen nach dem Vitingsberge fortwährend an Stärke zunimmt.         |

## Betrieb

### Betriebsgründung
Die Gründung des Betriebes geben die nachfolgenden Zeitungsartikel kund.

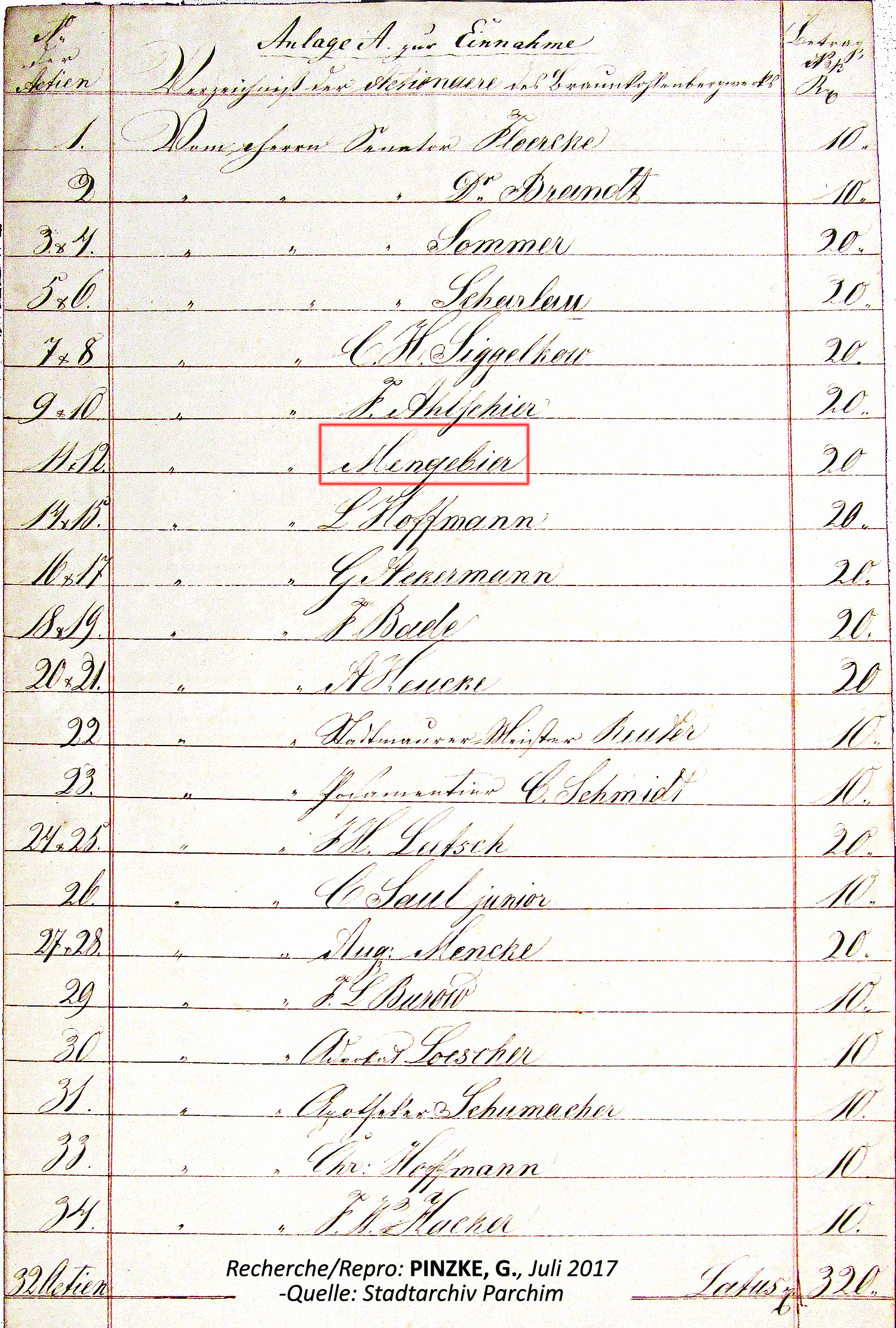
Liste der Aktionäre.
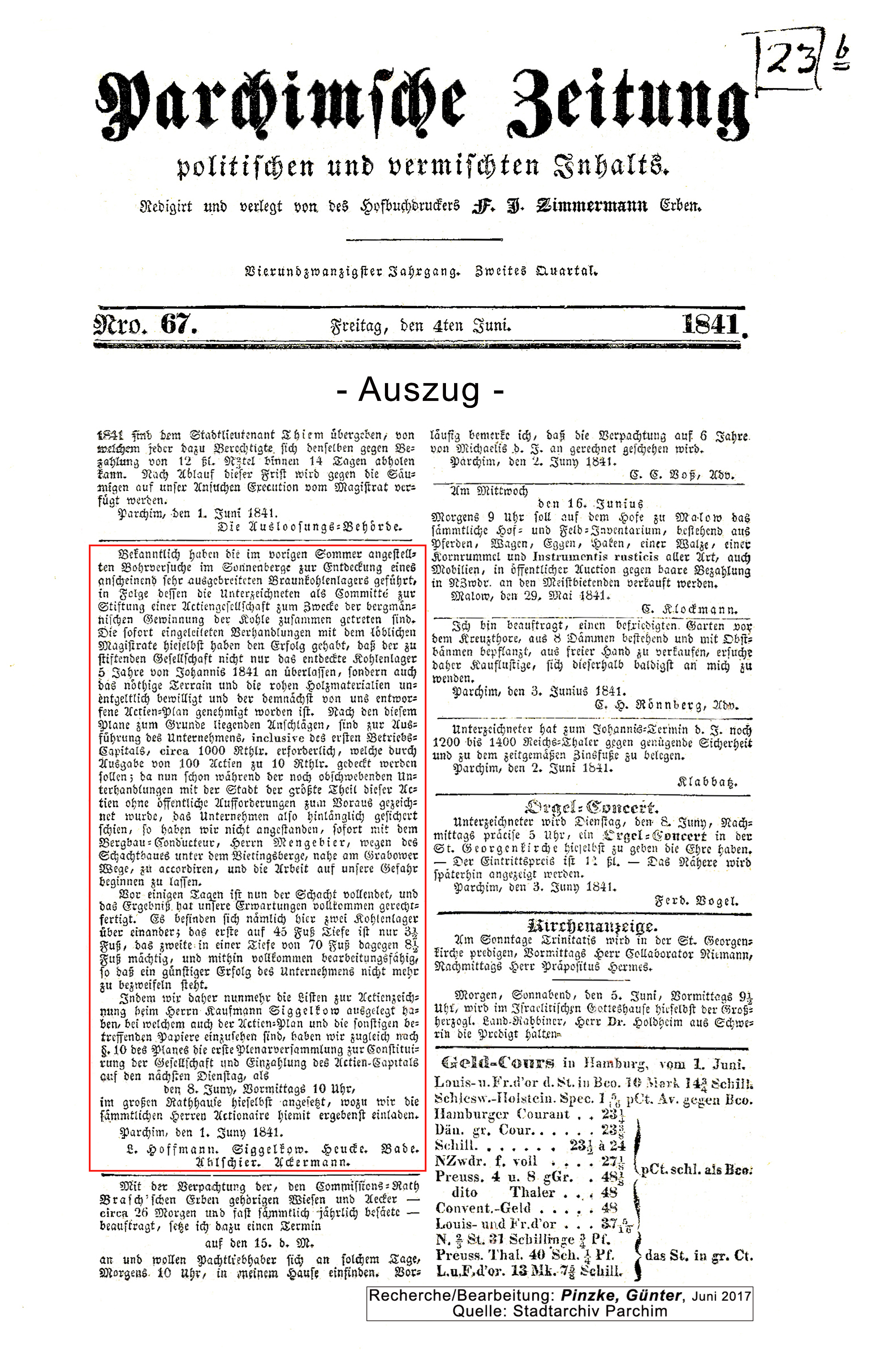
Auszug aus der Parchimschen Zeitung vom 4. Juni 1841.
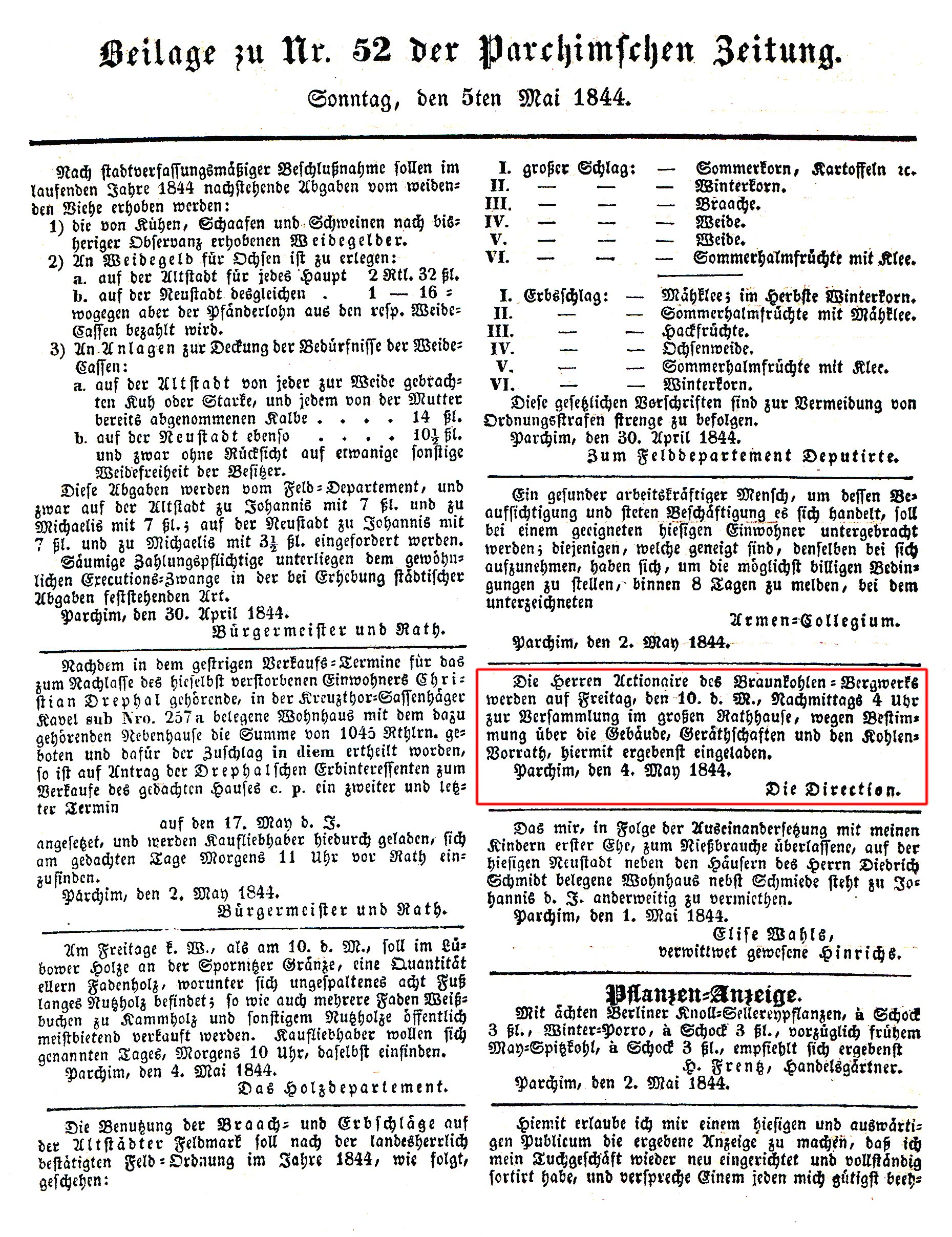
Auszug aus der Parchimschen Zeitung vom 4. Juni 1844.
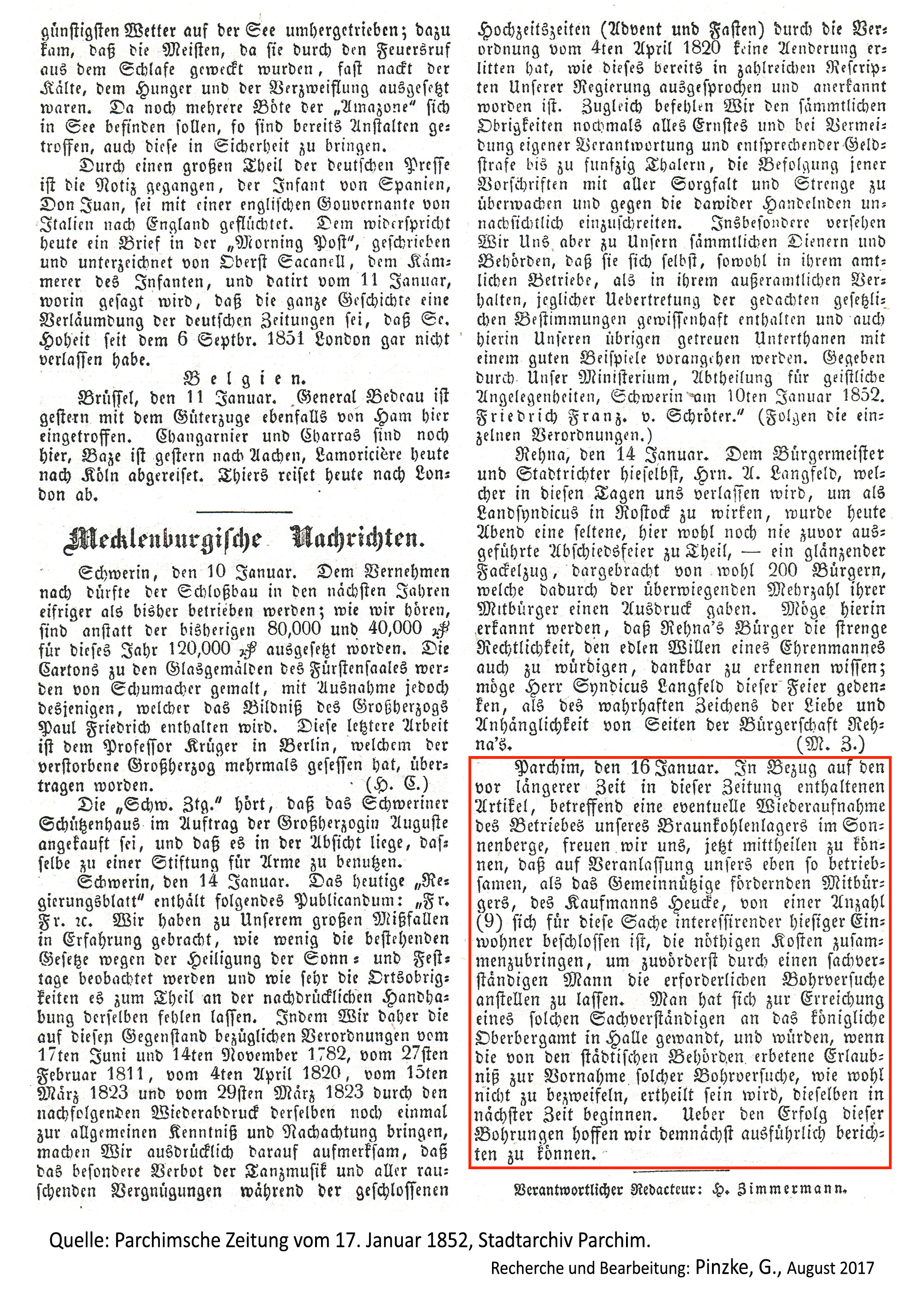
Ausschnitt aus der Parchimchen Zeitung vom 17. Januar 1852
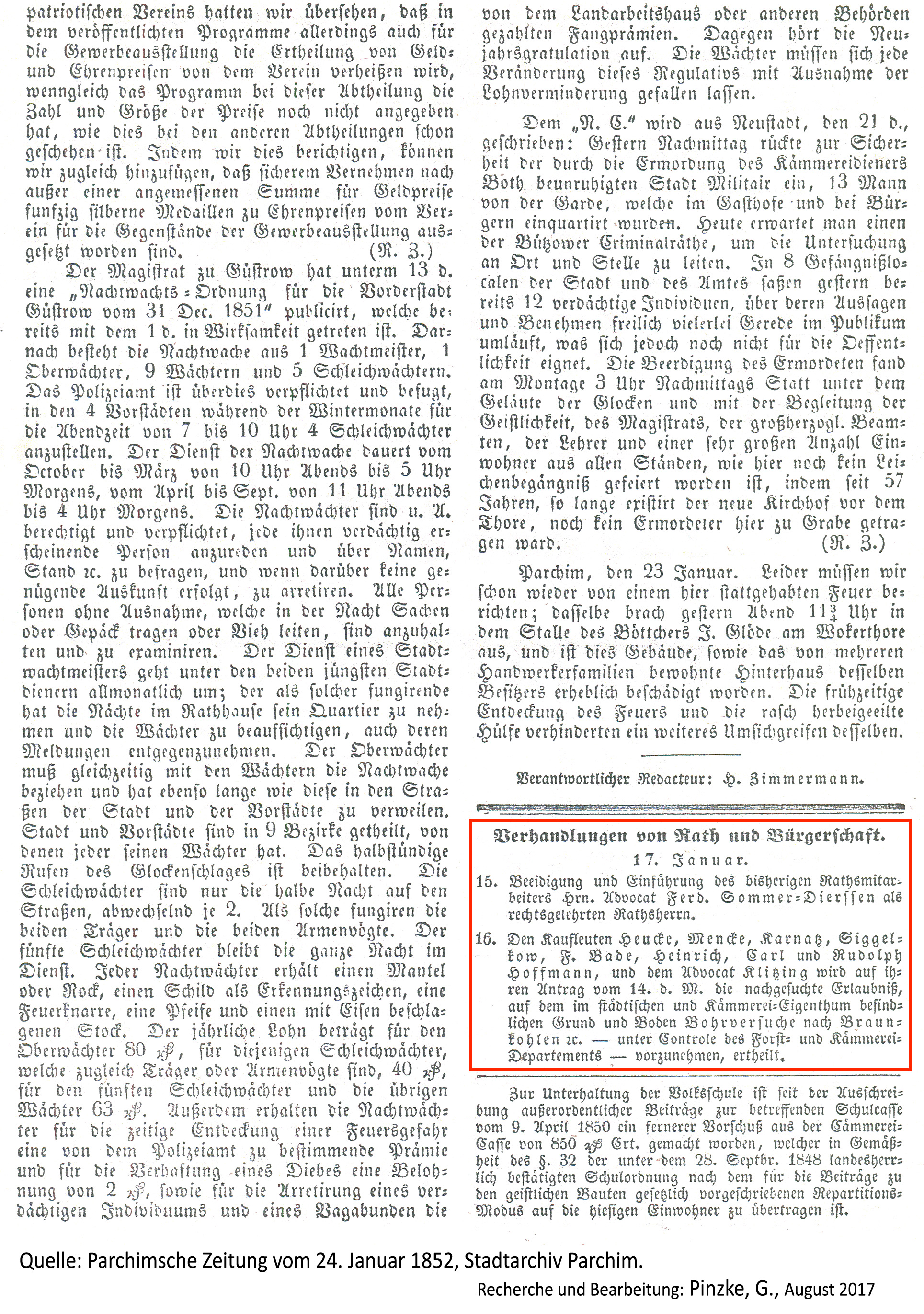
Ausschnitt aus der Parchimchen Zeitung vom 18. Januar 1854.
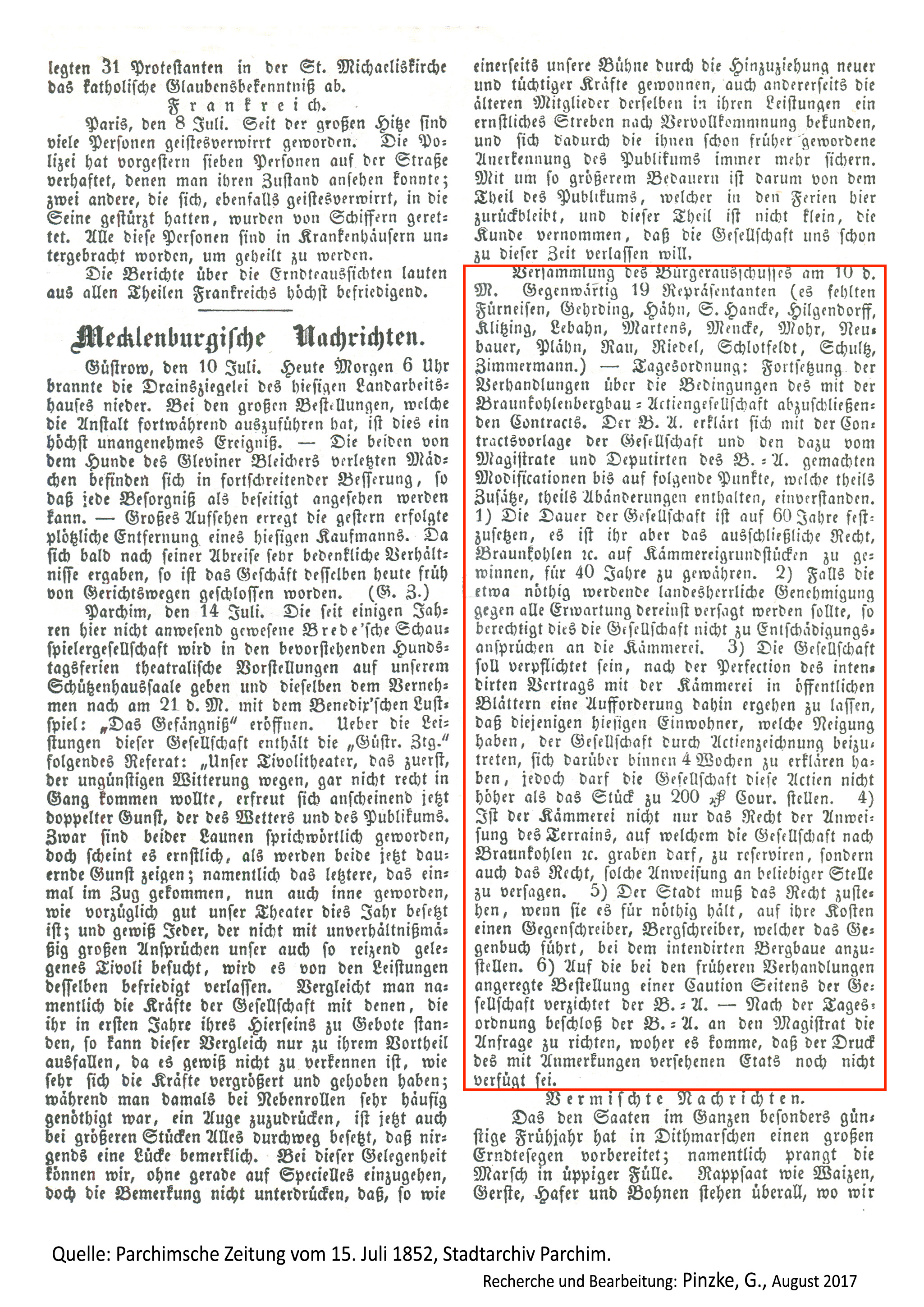
Ausschnitt aus der Parchimchen Zeitung vom 15. Juli 1854.
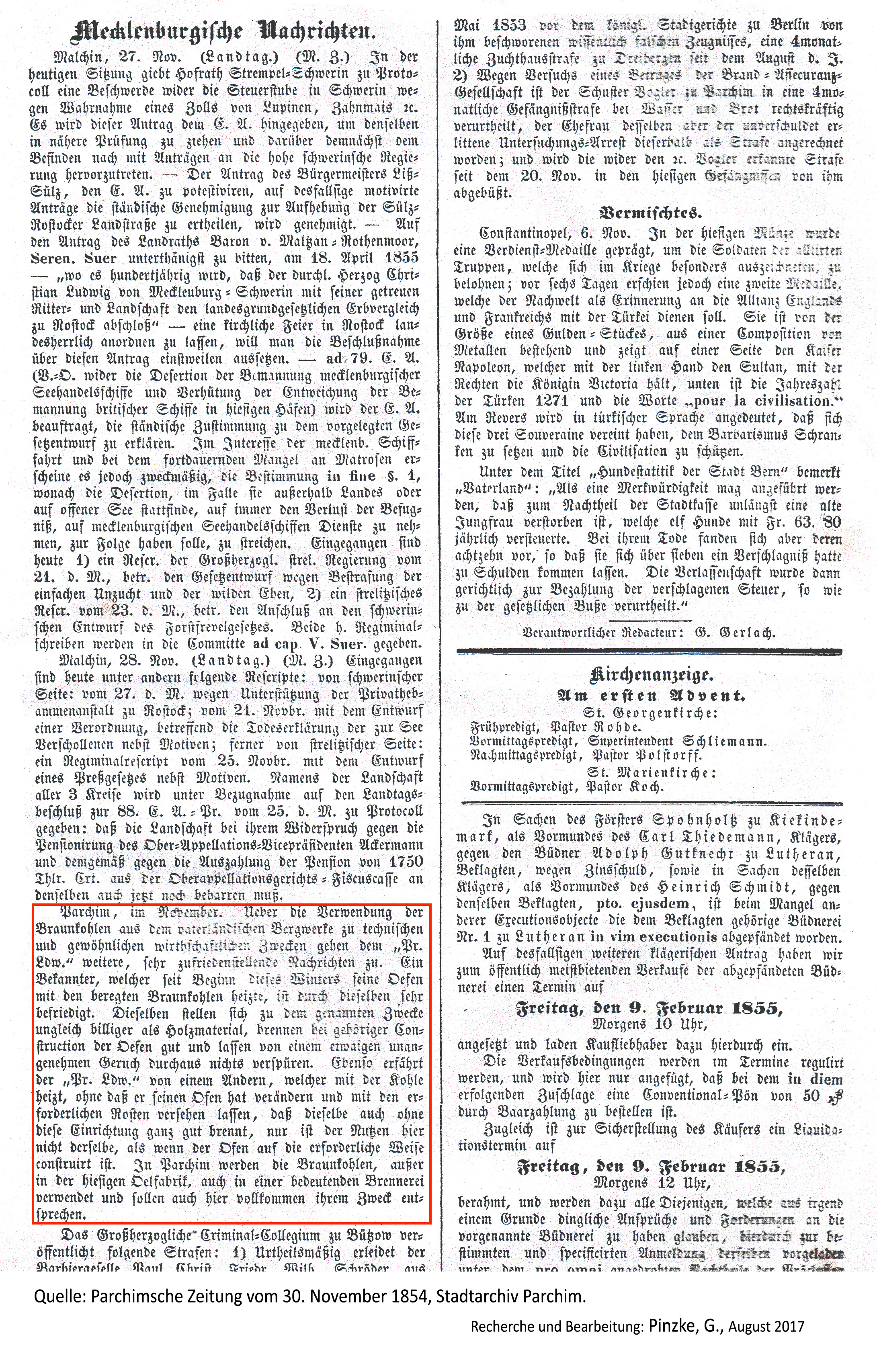
Ausschnitt aus der Parchimchen Zeitung vom 30. November 1854.
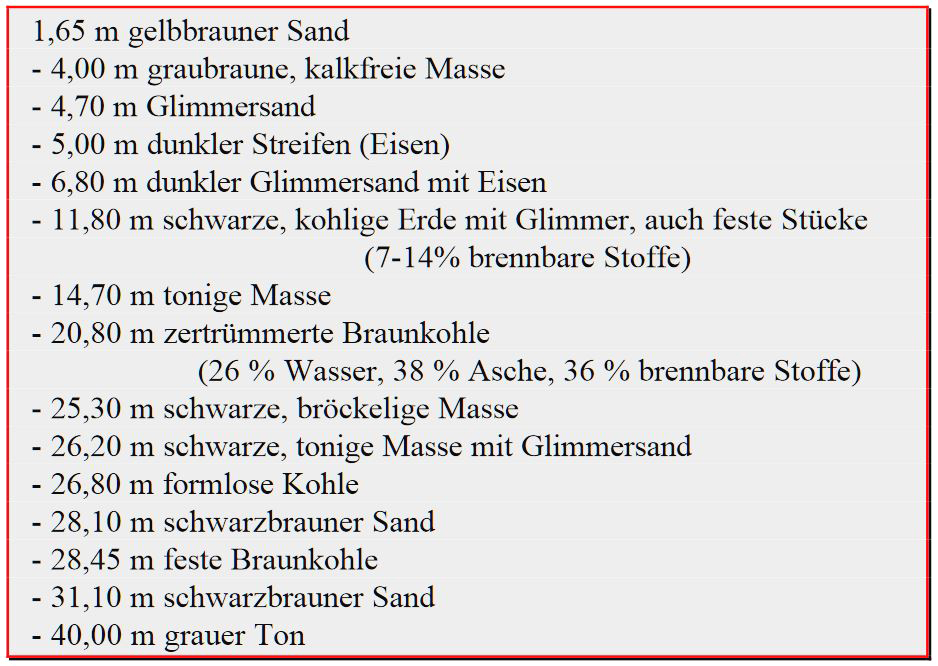
Schichtenverzeichnis der Bohrung „Sonnenberg“ aus 1945.

Wichtig zu wissen sind  die in diesen Zeitraum fallenden Maßangaben:
1 meckl. Fuß = 0,291 Meter.
1 Lachter = 6 Fuß + 8 Zoll = 1,938 Quadratmeter.
1 Bergscheffel = 150 Pfund. 1 meckl. Quadratrute = 21,54 Quadratmeter.
1 to = 145 Kilogramm.
Hingegen 1 Tonne = 4 Scheffel (To) = 135,6 Liter.
1 Scheffel in Parchim = 54727 französische Liter.
100 Rostocker Scheffel = 71,053 Parchimer Scheffel.

### Schachtbau

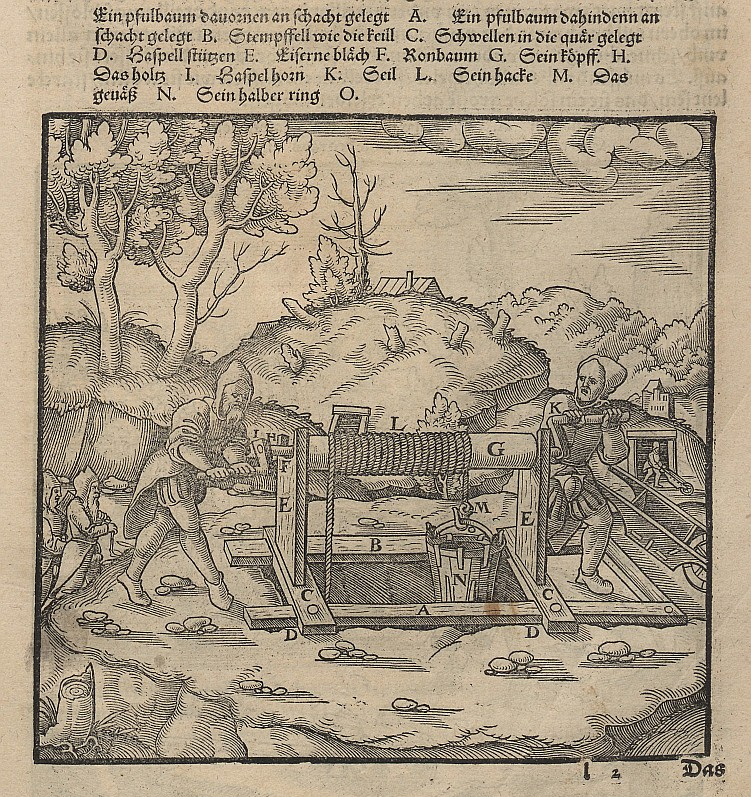
Haspelförderung wie hier stattgefunden (hier bei Agricola dargestellt)

Die Schachtbohrung lag in der Mutung des Kaufmanns Heucke in der Feldmark der Stadt Parchim, etwa 65 Ruten von der nordwestlichen Hausecke des Brunnens in der Eichenschonung; etwa neben dem Bohrloch III. In einer Veröffentlichung aus dem Jahre 1888 wird nachstehendes Schichtenverzeichnis angegeben:
|                                              | Mächtigkeit | Teufe | Teufe |
| von                                          | Mächtigkeit | bis   |       |
| Gelbbrauner Sand                             | 0,5         | 0,0   | 0,5   |
| gelbbrauner sandiger Lehm                    | 0,8         | 0,5   | 1,3   |
| graubrauner Mergel                           | 1,0         | 1,3   | 2,3   |
| schwarzbrauner und grauer Feinsand           | 1,2         | 2,3   | 3,5   |
| Braunkohle ? (schwarzer Glimmerton)          | 0,6         | 3,5   | 4,1   |
| graubrauner Feinsand                         | 1,0         | 4,1   | 5,1   |
| schwarzbrauner Mergel (Glimmerton)           | 0,2         | 5,1   | 5,3   |
| brauner feiner Sand                          | 1,8         | 5,3   | 7,1   |
| schwarzbrauner fester Mergel                 | 8,9         | 7,1   | 16,0  |
| grauer und weißgestreifter fetter Mergelsand | 1,2         | 16,0  | 17,2  |
| schwarzbrauner, weißgestreifter fester Ton   | 0,8         | 17,2  | 18,0  |
| bläulicher scharfer Sand                     | 0,2         | 18,0  | 18,2  |
| hellbrauner sandiger Ton                     | 1,0         | 18,2  | 19,2  |
| grauer feiner Sand                           | 3,1         | 19,2  | 22,3  |
| hellbrauner Feinsand                         | 0,9         | 22,3  | 23,2  |
| unreine Kohle mit grauem Ton und Sand        | 0,1         | 23,2  | 23,3  |
| feste Braunkohle mit Glimmer                 | 0,6         | 23,3  | 23,9  |
| braungrauer Sand mit Ton und Kohlenspuren    | 1,6         | 23,9  | 25,5  |
| brauner und weißer fetter Ton                | 0,1         | 25,5  | 25,6  |
| grauer feiner und grober Sand                | 3,0         | 25,6  | 28,6  |
| brauner Mergel                               | 0,1         | 28,6  | 28,7  |
| Braunkohle mit wenig Glimmer                 | 1,5         | 28,7  | 30,2  |
| grauer gestreifter Ton mit Sand              | 0,9         | 30,2  | 31,1  |
| graugrünlicher feiner Glimmersand            | 1,0         | 31,1  | 32,1  |

Anderen Angaben zufolge gab es zwei Braunkohlenflöze von 1,02 m Mächtigkeit in einer Teufe von 13,1 m sowie 2,47 m Mächtigkeit in 20,37 m Teufe.

### Gewinnung, Förderung und Versatz
Gut für die Nachwelt ist, dass Mengebier Senior und Mengebier Junior zur gleichen Zeit bergbaulich tätig waren.
So finden sich in Bockup / Malliß und ab 1840/1841 am Sonnenberg die gleichen Ausrüstungsteile zum Niederteufen von Bohrungen bzw. Schächten wieder wie im Bockuper Bereich.
Diesem Umstand  ist es zu verdanken, dass wir  – mangels eigener Parchimer Archiv-Quellen –  in etwa sagen können, welche technisch / technologischen Abläufe es am Sonnenberg gab. Das umfassende Wissen über den Braunkohlenbergbau in Süd-West-Mecklenburg ist der Tatsache geschuldet, dass der Bergbau hier erst 1960 – also 143 Jahre nach dem ersten Spatenstich zum Erliegen kam und dadurch erhalten geblieben sind.
Der Bohrapparat, den man bei den Bohrversuchen verwendete, war „kolossal“. Da solch Bohrlöcher sehr weit waren, wurden die Röhren sehr teuer und das Einlassen sehr schwierig. Der Bohrer war so schwer, dass bereits bei der Teufe von 9 m bis 12 m derselbe nur mit Flaschenzügen bewegt werden konnte, die in einem Turm über dem Bohrloch angebracht waren. Die Bohrer, die später  zum Einsatz kamen, waren dennoch so groß, dass sie bei Teufen ab 30 m noch von zwei Personen händelbar waren. Den Einsatz solch schweren Gerätes darf nicht Mengebier angelastet werden. Ihm war in seinem Vertrag auferlegt worden, auf eigene Rechnung einen Bohrapparat mitzubringen (den sein Vater gerade nicht brauchte).
Die Braunkohle wurde im sogenannten Pfeilerbruchbau gewonnen. Der abzubauende Lagerstättenbereich wurde durch im Einfallen des Flözes vorgetriebene Grundstrecken ausgerichtet. Von diesen wurden seitlich, im Streichen der Lagerstätte aus angesetzte Abbaue in Bruchpfeiler („in Gestalt eines Damenbretts“, wie es Mengebier beschrieb) bis maximal 3 m × 3 m vorgerichtet. Alle Baue wurden in Türstockzimmerung mit Verschalung ausgebaut. Die Gewinnung der Kohle erfolgte per Hand mittels Keilhaue. Danach erfolgte das Rauben des Ausbaus, wodurch das Hangende hereinbrach und Über Tage sicherlich Bruchsenken sich bildeten.
Zur Hebung der Grubenwässer baute Mengebier Junior eine Pumpenanlage, welche durch eine pferdekraftgezogene Rosskunst bewegt wurde.
Die Bewetterung erfolgte auf natürlichem Wege.
Das erste natürliche Hindernis beim Teufen war das Wasser. Der Grundwasserspiegel stand, den alten Aufzeichnungen nach, kurz unter Flur. Die Aktionäre hatten auch kein Interesse an der Beschaffung teurer dampfgetriebener Pumpen, weil laut Vertrag mit dem Parchimer Magistrat bereits nach fünf Jahren das ganze Werk in das Eigentum der Stadt übergehen würde.
Ergo beschaffte Friedrich Mengebier die gewöhnlichen Saugpumpen, um die nachdrückenden Wässer niederzuhalten. Zur Hebung der Grubenwässer baute Mengebier eine Pumpenanlage, welche durch eine Rosskunst bewegt wurde. Dennoch war die geförderte Braunkohle sehr nass. Die vorgerückte Jahreszeit brachte wenig Hoffnung, dass die geförderte Braunkohlenmasse noch vor dem Herbst zu trocknen sei. Dazu schreibt Steffenhagen:

„Nichtsdestoweniger wurden Versuche in Betreff ihrer Brauchbarkeit als Brennmaterial angestellt; die Braunkohle war fest und gut, mit noch deutlich erkennbarer faseriger Textur, welche im Ganzen mit der unserer Nadelhölzer übereinkommt, sie konnte aber hinsichtlich ihrer Brauchbarkeit als Brennmaterial für den ersten Herbst und Winter das günstige Resultat nicht liefern, was sie bei einer besseren Entwässerung des Schachtes und bei einer gehörigen Auslüftung und Austrocknung in einer besseren Jahreszeit sicherlich geliefert haben würde. Ich habe selber damals mir eine tüchtige Fuhre holen lassen und das Material den ganzen Winter über zur Heizung eines Zimmers benutzt, dessen Ofen ich zu diesem Zwecke eigens hatte errichten lassen. Die Braunkohle brannte wegen ihrer Nässe schwer an, aber einmal in Gluth gerathen, zeigte sie gute Heizkraft, verbreitete jedoch zur Zeit ihrer stärksten Gluth einen unangenehmen Dunst im Zimmer, der fast wie schlechtes Siegellack roch, wenn dieses verbrannt wird. Gegen den Frühling des kommenden Jahres, als die von mir am trokenen Orte aufbewahrte Kohle mehr abgedunstet und ausgetrocknet war, erwies sie sich als Brennmaterial viel besser, auch war der Dunst, welchen sie beim Brennen ausströmte, geringer. Die Urtheile unserer Brenner und Brauer, welche ebenfalls während des Winters Versuche mit der Braunkohle als Brennmaterial gemacht hatten, waren im Ganzen nicht günstig, und so kam es denn, daß im Frühling des Jahres 1842, nachdem der Schacht während des Winters durch Regen und Schnee sehr gelitten hatte, das ganze Unternehmen in's Stocken gerieth. Die Mitglieder der Actiengesellschaft standen an, neue Einzahlungen zu machen, weil nach ihrer damaligen Auffassung und Beurtheilung die Erfolge den glänzenden Erwartungen nicht entsprochen hatten, mit denen die meisten sich an dem Unternehmen betheiligt hatten. Man scheuete sich, noch mehr Geld auf die Förderung einer Kohle zu verwenden, deren Absatz und Verwerthung damals zu zweifelhaft erschien.“

Zur vermeintlichen einstigen Schachtöffnung führte den Schreiber dieses Artikels der langjährige Oberförster dieses Forstareals, Herr Forstingenieur Erhard Bach. Wegen zu nasser Witterung war uns der Erfolg versagt geblieben. Bei günstigeren Bedingungen wird er nachgeholt.